# 祺 (女神)
楔形文字“KI”（U+121A0 𒆠）是“大地”的符号，也读作“GI5”。在阿卡德语法中，它作为地名前的限定词，并有音标符“gi”、“ge”、“qi”和“qe”。
作为苏美尔神话中的大地女神，祺是天神“安”主要的配偶。在某些传说中，“祺”和“安”是手足，是早期人格化的天地-“天崖”神安沙尔（Anshar）和“地极”女神基沙尔（Kishar）的后代。
她与丈夫安努生下了阿努纳奇诸神（Anunnaki），这些神中最突出的是“空气神”恩利勒。据传说，在恩利勒降生前，天与地是合在一起的，是恩利勒将天地一分为二。“安”升上了天堂，而“祺”与“恩利勒”则留在了大地。
部分学术机构开始质疑祺是否应被看作是一位神，因为除其名字仅在少数苏美尔创世文献中出现外，尚没有任何一项崇拜证据。塞缪尔·诺亚克莱默（Samuel Noah Kramer）对“祺”与苏美尔母神宁胡尔萨格进行了甄别，并断言她俩原本是同一角色。
后来，她逐步演变为安努神的配偶（苏美尔“安”神），巴比伦和阿卡德女神安图（Antu）。